# تیگران یسائیان
تیگران روبنی یسائیان (ارمنی: Տիգրան Ռուբենի Եսայան؛ زادهٔ ۲ ژوئن ۱۹۷۲) یک بازیکن فوتبال بازنشسته در پست مهاجم و مربی فوتبال فعلی اهل ارمنستان است.

## باشگاهی
از باشگاه‌هایی که در آن بازی کرده‌است می‌توان به ایروان، تورپیدو زاپروژیا،آرارات ایروان، هومنمن ای‌ای بیروت، و باشگاه فوتبال بانانتس و باشگاه فوتبال لرناین آرتساخ اشاره کرد.

## تیم ملی
وی همچنین در تیم ملی فوتبال ارمنستان بازی کرده‌است. یسائیان نخستین بازی ملی خود را در که یک بازی دوستانه بود در ۲۰ فوریه ۱۹۹۶ در لیما در مقابل پرو انجام داده‌است.